# Classe Providence
Gli incrociatori lanciamissili della classe Providence sono stati ottenuti dalla trasformazione negli anni cinquanta di alcune unità della classe Cleveland entrati in servizio nella United States Navy durante il secondo conflitto mondiale, unità dalle eccellenti doti complessive, forse le migliori nella loro categoria, che avevano servito in tutte le principali battaglie della Seconda guerra mondiale.

## Riconversione in incrociatori lanciamissili
Nel 1957 sei incrociatori leggeri vennero convertiti in unità missilistiche, di cui tre costituirono la classe Galveston e tre la classe Providence.
Le unità che costituirono la classe Galveston vennero dotate di un sistema missilistico binato Talos, mentre quelle che costituirono la classe Providence vennero dotate di un sistema missilistico binato Terrier.

## Servizio
Queste unità dopo la loro riconversione iniziata nel 1957, entrarono in servizio tra il 1959, la capoclasse USS Providence, e le altre due nel 1960. Vennero ritirate dal servizio attivo tra il 1969 e il 1974 e radiate tra il 1973 e il 1979. Primo ad essere dismesso, il 5 giugno 1969, l'incrociatore USS Topeka radiato il 1º dicembre 1973.
Le altre due unità, gli incrociatori USS Providence e USS Springfield, sono state ritirate dal servizio attivo il 31 agosto 1973 e il 15 maggio 1974 e radiate rispettivamente il 30 luglio 1978 e il 31 luglio 1980. Le unità che avevano partecipato alla seconda guerra mondiale, dopo il loro riallestimento hanno preso parte alla guerra del Vietnam.

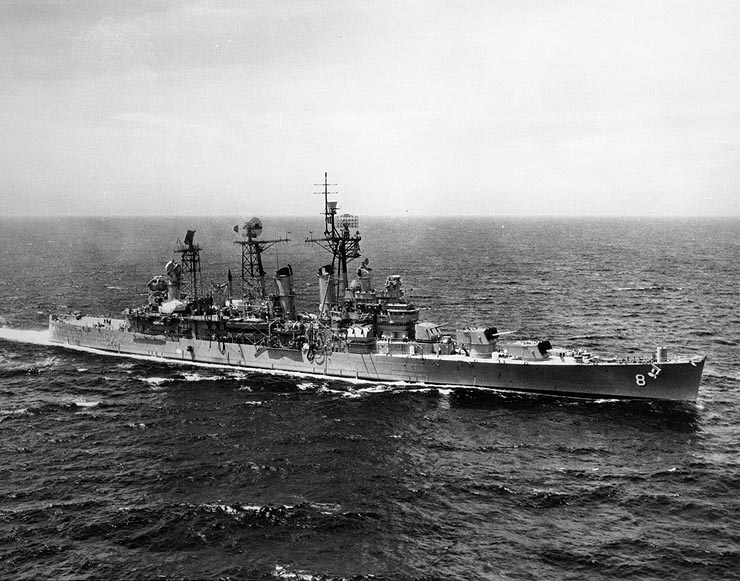
L'incrociatore USS Topeka (CLG-8)

### Unità Classe Providence
| US Navy - Incrociatori lanciamissili classe Providence | US Navy - Incrociatori lanciamissili classe Providence | US Navy - Incrociatori lanciamissili classe Providence | US Navy - Incrociatori lanciamissili classe Providence | US Navy - Incrociatori lanciamissili classe Providence | US Navy - Incrociatori lanciamissili classe Providence | US Navy - Incrociatori lanciamissili classe Providence |
| Nome                                                   | Matricola                                              | Cantiere                                               | Impostazione                                           | Varo                                                   | Entrata in servizio                                    | Radiazione                                             |
| ------------------------------------------------------ | ------------------------------------------------------ | ------------------------------------------------------ | ------------------------------------------------------ | ------------------------------------------------------ | ------------------------------------------------------ | ------------------------------------------------------ |
| USS Providence                                         | CL-82/CLG-6                                            | Quincy, Massachusetts                                  | 27 luglio 1943                                         | 28 dicembre 1944                                       | 17 settembre 1959                                      | 30 luglio 1978                                         |
| USS Springfield                                        | CL-66/CLG-7                                            | Quincy, Massachusetts                                  | 13 febbraio 1943                                       | 9 settembre 1944                                       | 2 luglio 1960                                          | 31 luglio 1980                                         |
| USS Topeka                                             | CL-67/CLG-8                                            | Quincy, Massachusetts                                  | 21 aprile 1943                                         | 19 agosto 1944                                         | 26 marzo 1960                                          | 1º dicembre 1973                                       |